# 堪薩斯-內布拉斯加法案

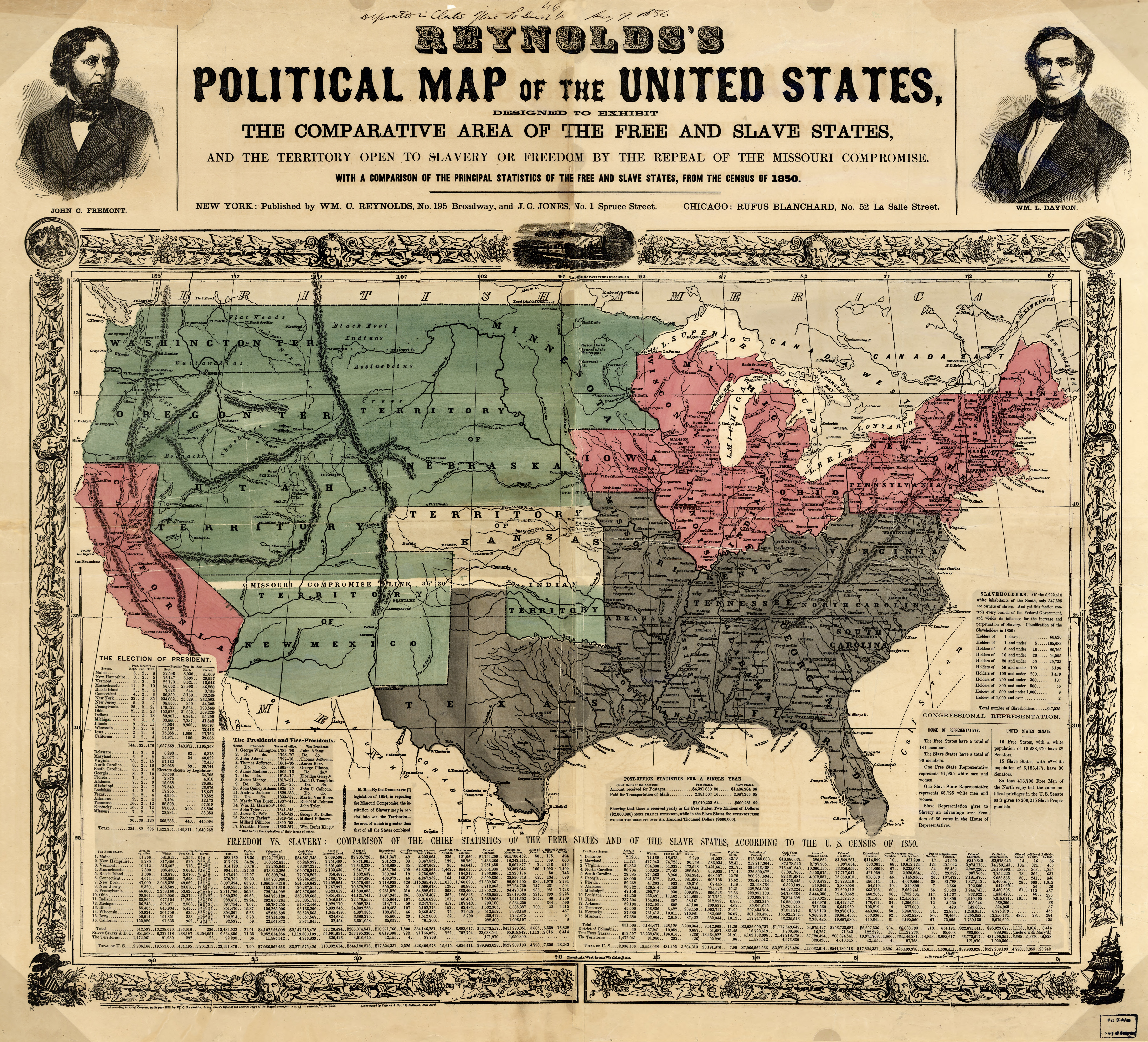
1856年美國蓄奴州（灰色）和自由州（紅色）的分佈

堪薩斯-內布拉斯加法案（英語：Kansas-Nebraska Act，10 Stat. 277），是1854年由美國民主黨參議員斯蒂芬·道格拉斯提起的法案，開放新加入的堪薩斯州以及內布拉斯加州這兩個州，由當地居民自由選擇是否允許蓄奴。儘管引致巨大批評聲浪，此法案依然通過，釀成了堪薩斯流血事件，並最後導致南北戰爭。
其實道格拉斯意圖修建橫貫美國的鐵路，以加強美東與美西的交通。但由於需經過當時是蓄奴州的密蘇里州，為了爭取其他國會議員的支持，道格拉斯打算終止密蘇里折衷案。要求新加入聯邦的堪薩斯和内布拉斯加兩州（均在北緯36.5°以北）由當地居民自行决定是否為蓄奴州。道格拉斯說法是，他支持人民主權論，故應該由當地人民決定。
反對該法案的人組成共和黨後，但此法案還是分别以44:42票和33:17票的結果在民主黨控制的美國國會通過，即惡名昭彰的堪薩斯内布拉斯加法案。
此法案受到亞伯拉罕·林肯等反對奴隸制扩张的人和廢奴主義者強烈反對，希望實行資本主義的工業化北方人民，和南方人民的矛盾進一步激化，加速美國的分裂，而後共和黨的林肯於1860年當選美國總統，終致直接內戰衝突，南北戰爭于1861年爆發。